# Viktoria-Kaserne (Hamburg)

Postkarte: Viktoria-Kaserne in Altona, 1912

Die Viktoria-Kaserne ist eine ehemalige Kaserne im Hamburger Stadtteil Altona-Nord. Die Kaserne wurde von 1878 bis 1883 für das preußische Infanterie-Regiment Nr. 31 errichtet. Zur Kaserne gehörten drei große Mannschaftsgebäude, von denen heute noch eins erhalten ist. Nach Ende des Ersten Weltkriegs wurde das Gelände von der Polizei genutzt, die 1986 auszog. Heute wird das Areal mit seinen nun denkmalgeschützten Gebäuden von verschiedenen Vereinen der Kultur- und Sozialarbeit genutzt.

## Geschichte
1867 kam Altona aus dänischer Verwaltung zu Preußen. Von 1878 bis 1883 wurde die „Neue Caserne“ für das Infanterie-Regiment „Graf Bose“ (1. Thüringisches) Nr. 31 erbaut. Die Anlage umschloss das heutige Gebiet zwischen der Haubachstraße über die Eggerstedtstraße und den Zeiseweg bis zur Bodenstedtstraße.

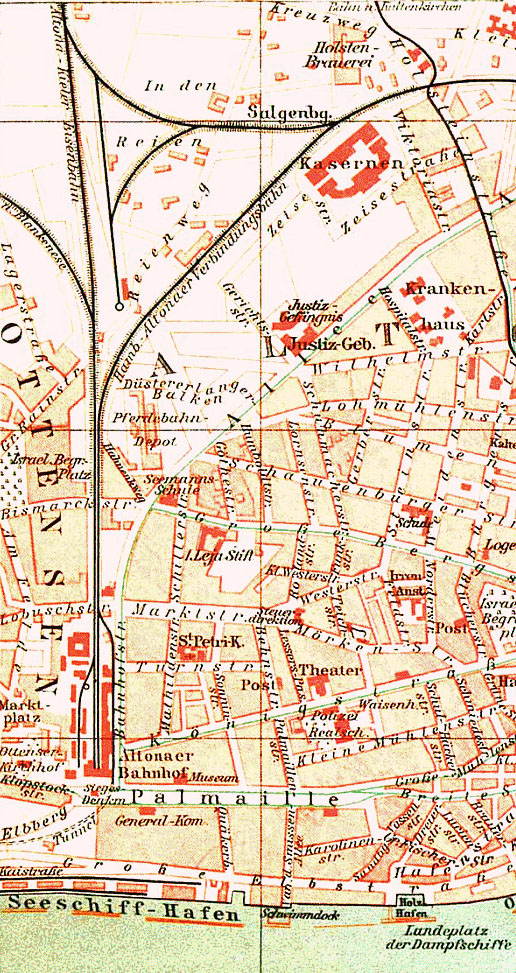
Lage der Kaserne in der Umgebung von 1890

Das Gebäude an der heutigen Bodenstedtstraße, Ecke Zeiseweg (früher die Allee / Viktoriastraße), war einst der Block III, welcher als Unterkunft für Mannschaften, Unteroffiziere und Offiziere diente. Die einfachen Soldaten waren in Schlafsälen für sechs bis 20 Männer untergebracht, Unteroffiziere in Gemeinschaftsquartieren in den östlichen und westlichen Turmbauten. Offiziere kamen in eigenständigen Wohnungen unter oder konnten außerhalb der Kaserne in eigene Wohnungen einziehen. Im Block III befanden sich Speisesäle für die Mannschaften und Unteroffiziere und in den Turmflügeln Räume für die Küche, die Heizung, die Schneidereien etc.; im obersten Stockwerk die Trockenräume, die neben den Trockenwiesen bei der Wäscherei (heute Goldbachstraße 5) genutzt wurden.

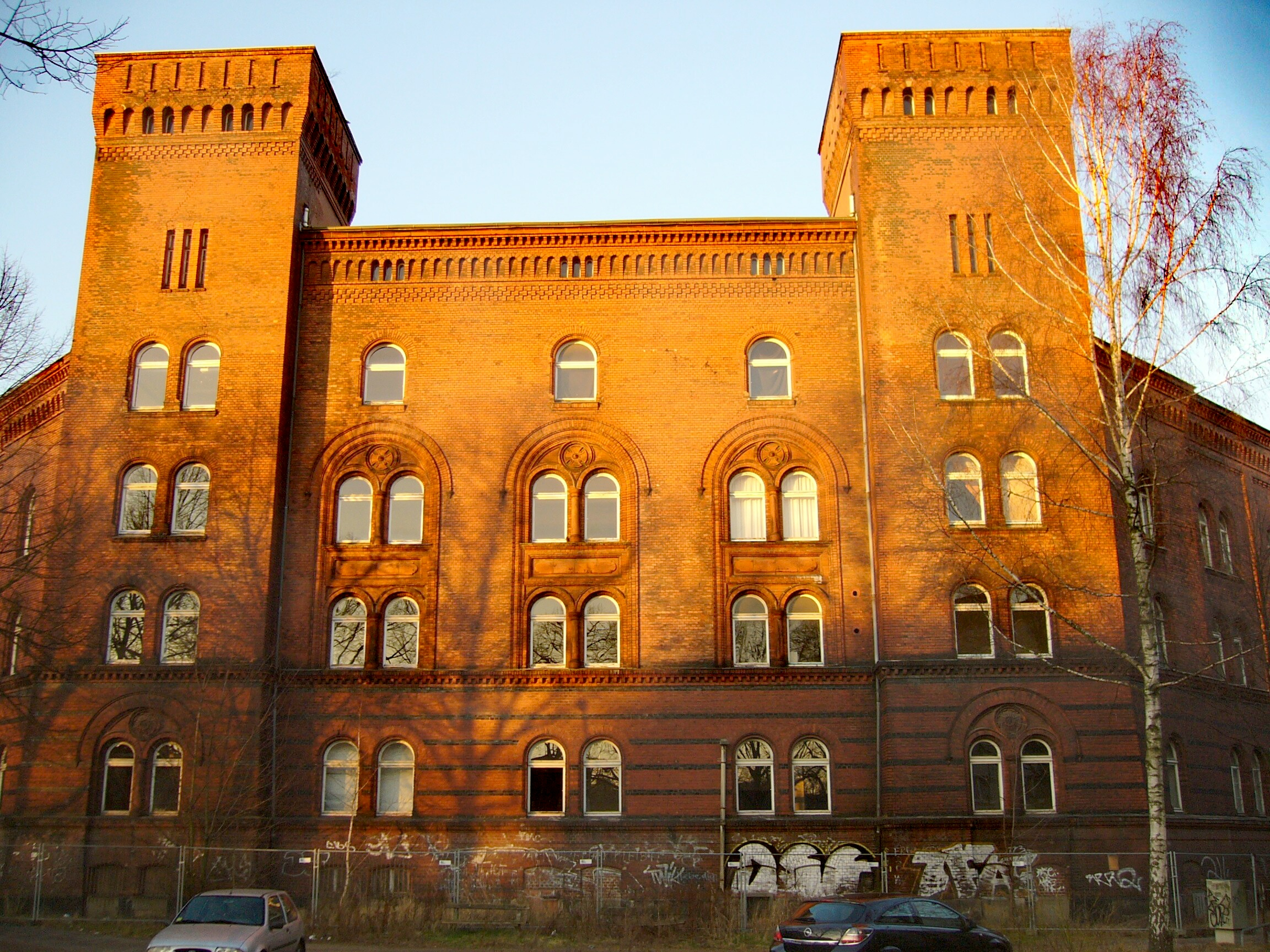
Block III der ehemaligen Kaserne 2009

Nach der Novemberrevolution 1918 zog die Reichswehr aus der Kaserne ab, und die Anlagen wurden von Altonaer und Hamburger Einheiten der grünen Polizei (SiPo) genutzt. Von 1923 bis 1937 hatte hier das Polizeipräsidium Altona-Wandsbek seinen Sitz. Aus der Arrestanstalt wurde das Polizeigefängnis, das benachbarte Gebäude nutzte das Altonaer Pflegeamt, welches mit jugendlichen Straftätern und deren Familien arbeitete. Die westlich gelegenen Hallen und Fahrzeugschuppen dienten den kasernierten Polizeieinheiten als Turn- und Exerzierhallen bzw. zur Abstellung des Fuhrparks. Im Block II an der Ecke Viktoriastraße / Zeiseweg war die Technische Nothilfe sowie die Preußische Ordnungspolizei (Abteilung Altona) untergebracht.

## Aktuelle Nutzung
Die langjährige Nutzung des erhaltenen Block III durch die Universität Hamburg wurde im Laufe der 2010er Jahre durch sozio-kulturelle Nutzungen abgelöst. 2010 zog die Künstlervereinigung Frappant e.V. in das Gebäude und eröffnete darin u. a. eine Galerie. 2011 wurde Block III unter Denkmalschutz gestellt. Im Jahr 2015 kaufte eine Genossenschaft das Gebäude von der Stadt Hamburg und saniert es seither. Inzwischen sind einige weitere kulturelle Institutionen in der Viktoria Kaserne entstanden bzw. eingezogen, u. a. die fux Lichtspiele, die Kurzfilm Agentur Hamburg, der Denkmalverein Hamburg oder der Chaos Computer Club, Hamburg.